# Keyser Ridge
Keyser Ridge är en bergstopp i Antarktis. Den ligger i Östantarktis. Australien gör anspråk på området. Toppen på Keyser Ridge är 1 543 meter över havet.
Terrängen runt Keyser Ridge är lite kuperad. Trakten är obefolkad. Det finns inga samhällen i närheten.